# Beleven
Het Beleven (spreek uit: Bele-ven) is een natuurgebied ten westen van Reusel dat eigendom is van de Stichting Brabants Landschap. Het gebied is 174 ha groot.
Het gebied vormde de bovenloop van de Belevensche Loop, die recent is omgelegd en bestond uit een reeks van met elkaar verbonden vennen die gebruikt werden als viskweekvijver. Dit werden weijers genoemd. In dit gebied kwam vanouds veel kwel voor en er waren gradiënten van voedselarm naar matig voedselrijk. In de in het Regionaal Historisch Archief Eindhoven bewaarde Reuselse moerboeken is te lezen dat er in het verleden turf is gestoken. Bij de herstelwerkzaamheden in de jaren 2007 en 2008 is aan de oostkant van het ven nog een laag hoogveen van maximaal 80 cm. dikte afgegraven. 
Tijdens het interbellum werd dit gebied ontgonnen en na de Tweede Wereldoorlog werden ontwateringssloten gegraven. Het oorspronkelijke Beleven werd tot een komvormige laagte. Wel bevonden zich in dit gebied nog onverharde zandpaden met brede bermen en ook waren er houtsingels waar Geelgors en Roodborsttapuit zich thuisvoelden. Er waren ook veel weidevogels zoals Grutto en Wulp te vinden. De oevers van de ontwateringssloten toonden nog relicten van de vroegere plantenrijkdom zoals Klokjesgentiaan. Voorts was de Levendbarende hagedis er nog te vinden.
Dit gebied werd in fasen aangekocht door de Stichting Brabants Landschap met de bedoeling de natuur weer zo veel mogelijk te herstellen. In 2007 werd de teeltlaag verwijderd om aldus het ven weer te herstellen. Ook de natte en droge heide zal worden hersteld en de ontwateringsmaatregelen zullen teniet worden gedaan.